# Oopsis albolineata
Oopsis albolineata är en skalbaggsart som beskrevs av Stefan von Breuning 1939. Oopsis albolineata ingår i släktet Oopsis och familjen långhorningar. Inga underarter finns listade i Catalogue of Life.